# Полулогаритмична диаграма
Полулогаритмичната диаграма е двуизмерна графика на числови данни, която използва логаритмична скала по едната и линейна скала по другата ос.
Всички експоненциални криви от вида {\displaystyle y=\lambda a^{\gamma x}} се изобразяват на полулогаритмичните диаграми като прави линии, тъй като логаритмуването на двете страни на зависимостта дава:
{\displaystyle \log _{a}y=\gamma x+\log _{a}\lambda }.